# Sant Maurici de Fetges
Sant Maurici de Fetges és l'església del poble de Fetges, de la comuna de Sautó, de l'Alt Conflent, a la Catalunya del Nord. Era sufragània de la parròquia de Sant Maurici de Sautó.
Està situada al costat del cementiri de Fetges, allunyada uns 250 metres al sud del centre del poble.

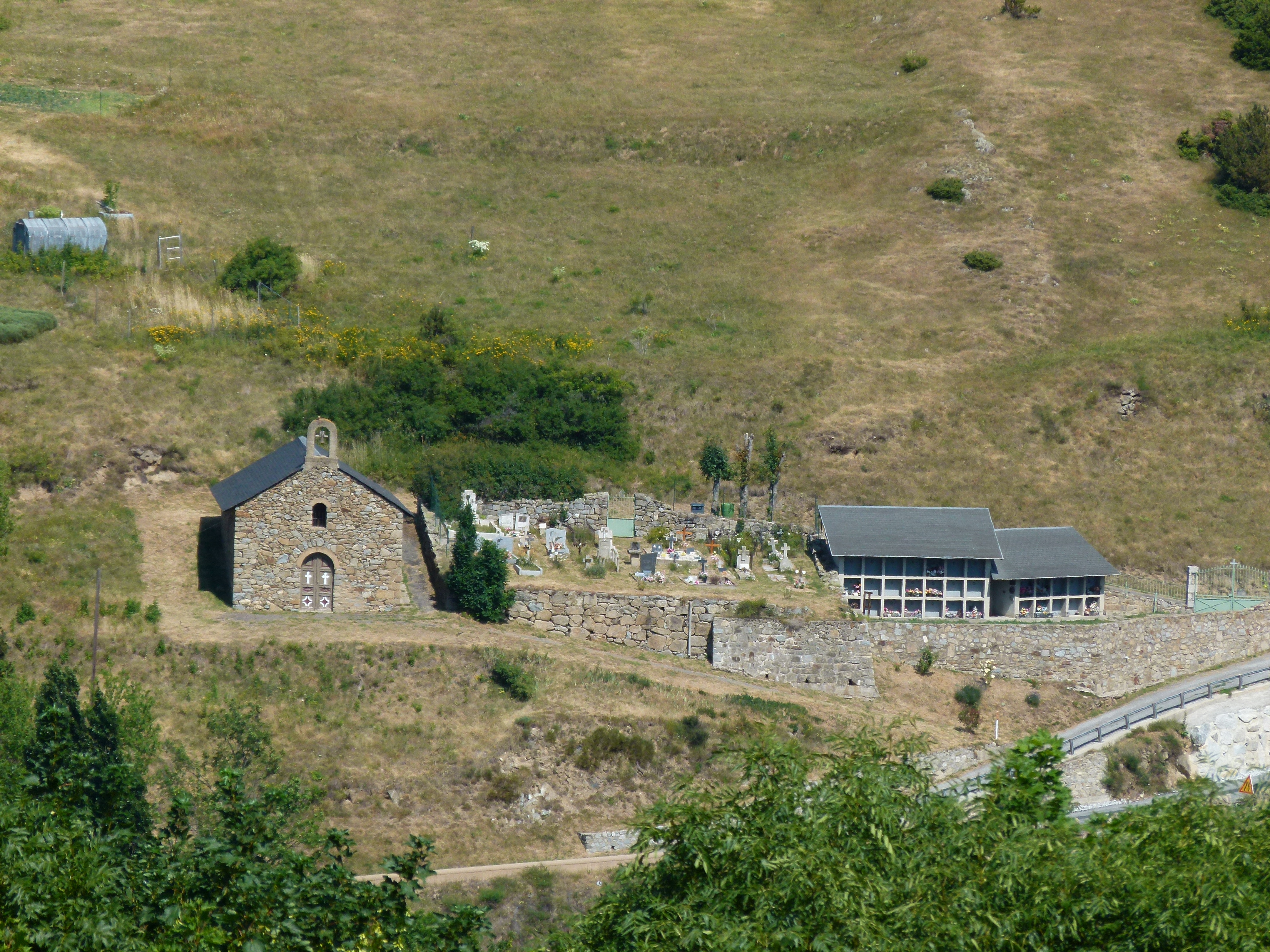
Sant Maurici i el cementiri de Fetges